# I Want to Know What Love Is
I Want to Know What Love Is è una power ballad registrata nel 1984 dai Foreigner e pubblicata come singolo di lancio dell'album Agent Provocateur. Ha raggiunto la prima posizione in classifica sia nel Regno Unito che negli Stati Uniti, diventando il maggior successo del gruppo. È rimasta una delle canzoni più famose dei Foreigner ed è stata oggetto di numerose cover nel corso degli anni, cover che le hanno fatto ottenere una longevità tale da permetterle di rientrare nella top 25 della classifica Hot Adult Contemporary Recurrents nel 2000, nel 2001 e nel 2002.
I Want to Know What Love Is è stata candidata ai Grammy Awards 1986 nella categoria Canzone dell'anno, perdendo in favore del pezzo We Are the World interpretato dal supergruppo USA for Africa.
Nel 2004 è stata inserita alla posizione numero 476 nella lista delle 500 migliori canzoni di tutti i tempi stilata dalla rivista Rolling Stone, mentre nel 2006 è stata nominata da VH1 come la 65ª più grande canzone degli anni '80.

## Storia
Scritta e composta da Mick Jones, con una parte non accreditata (qualcosa tra il 5% secondo Jones e il 40% secondo Gramm) di Lou Gramm, I Want to Know What Love Is è stato il singolo di lancio del quinto album in studio dei Foreigner, Agent Provocateur nel 1984. La canzone si contraddistingue per essere stata accompagnata dal coro gospel del New Jersey Mass Choir, con la collaborazione inoltre di Jennifer Holliday e dei Thompson Twins. Il coro è apparso anche nel video musicale della canzone.
Mick Jones ha così parlato della collaborazione in studio con il coro:
I Want to Know What Love Is raggiunse la prima posizione della Official Singles Chart il 15 gennaio 1985, spodestando Do They Know It's Christmas? del supergruppo Band Aid dalla vetta delle classifiche del Regno Unito, e rimanendovi per tre settimane. Interruppe inoltre la lunga permanenza di Like a Virgin di Madonna in cima alla Billboard Hot 100, sottraendole il primo posto negli Stati Uniti il 2 febbraio 1985. Si tratta del primo e unico singolo dei Foreigner ad aver raggiunto la vetta della classifica in entrambi i paesi. Fu anche il terzo di quattro singoli del gruppo capaci di raggiungere la prima posizione della Mainstream Rock Songs negli Stati Uniti. Altrove, la canzone passò cinque settimane al primo posto in Australia e raggiunse la cima delle classifiche in Canada, Norvegia e Svezia, mentre arrivò seconda in Svizzera e Sudafrica.
La canzone ha ricevuto pareri positivi dalla critica specializzata, tra cui Bret Adams di AllMusic che ha scritto: «Non è difficile capire perché è diventato il primo singolo dei Foreigner al numero uno. La sua sognante, ipnotica atmosfera è dovuta in parte alla profonda voce di Lou Gramm e ai cori del New Jersey Mass Choir.»
La canzone è stata pubblicata anche in una versione estesa di 6 minuti e 23 secondi. Questa versione presenta un'introduzione leggermente più lunga e un coro vocale più esteso nel finale. Il lato B del singolo, Street Thunder (Marathon Theme), è una traccia strumentale originariamente usata per le Olimpiadi del 1984 tenute a Los Angeles.
Subito dopo che il singolo dei Foreigner raggiunse la vetta delle classifiche, il New Jersey Mass Choir registrò una propria versione del pezzo per un album anch'esso intitolato I Want to Know What Love Is. Il singolo inciso dal coro raggiunse il 37º posto della classifica Hot R&B Songs.
La canzone dei Foreigner è risultata in quarta posizione tra i maggiori successi dell'anno 1985, ottenendo un disco di platino sia negli Stati Uniti che nel Regno Unito.

## Tracce
7" Single Atlantic 7-89596
1. I Want to Know What Love Is – 5:06
2. Street Thunder (Marathon Theme) – 4:00

12" Maxi Atlantic 786 913-0
1. I Want to Know What Love Is (versione estesa) – 6:23
2. Street Thunder (Marathon Theme) – 4:00
3. Urgent (versione radiofonica) – 3:57

## Nella cultura di massa
- La canzone viene utilizzata nel film svedese Fucking Åmål del 1998.
- La canzone appare nella colonna sonora del videogioco Grand Theft Auto: Vice City Stories del 2006, dove viene trasmessa dalla fittizia stazione radio Emotion 98.3.
- Viene fatto riferimento alla canzone in un episodio della settima stagione della serie televisiva American Dad!.
- In un episodio della settimana stagione di King of the Hill, il protagonista Hank Hill fa partire diverse volte la canzone da un Jukebox, si presuppone per cui che sia il suo pezzo preferito.
- Nel 2009 la canzone è stata utilizzata nella campagna pubblicitaria televisiva del cornetto Algida.
- Verso la fine degli anni '80 la canzone è stata utilizzata come cover nella campagna pubblicitaria televisiva del bagnoschiuma e shampoo Mantovani.
- La canzone appare nel film Alvin Superstar 2 del 2009.
- Appare inoltre nella colonna sonora del film Rock of Ages del 2012, in cui viene cantata da Tom Cruise e Malin Åkerman.
- La canzone è stata reinterpretata da Amber Riley (nel ruolo di Mercedes Jones) nel quarto episodio della quinta stagione della serie televisiva Glee.
- La canzone viene utilizzata anche in un episodio della quinta stagione di Modern Family, sotto forma di cover.
- Il brano viene inoltre incluso nella colonna sonora del film Come ti ammazzo il bodyguard del 2017.
- Nel corso degli anni la canzone è stata oggetto di diverse altre cover, fra cui quelle dei Dik Dik con il titolo Un giorno d'amore (1985), Laura Branigan e John Farnham (1986),[13][14] Gloria Gaynor (1986), The Shadows (1987),[15] Shirley Bassey (1991), Tina Arena (1997), Rappers Against Racism (1998), Lisa con il titolo Adesso (2002), Wynonna Judd (2003), Sarah Geronimo (2004), Clay Aiken (2006), Julio Iglesias (2006), Mariah Carey (2009) Davi Wornel feat Ivana Spagna (2022). Anche Fiorello ne ha utilizzato un inciso nel suo singolo Batticuore, del 1998.
- La cover più famosa è quella di Mariah Carey, pubblicata come singolo dal suo album Memoirs of an Imperfect Angel nel 2009.

## Classifiche

### Classifiche settimanali
| Classifica (1985)                   | Posizione massima |
| ----------------------------------- | ----------------- |
| Australia                           | 1                 |
| Austria                             | 7                 |
| Belgio (Fiandre)                    | 6                 |
| Canada                              | 1                 |
| Francia                             | 18                |
| Germania                            | 3                 |
| Irlanda                             | 1                 |
| Italia                              | 25                |
| Nuova Zelanda                       | 1                 |
| Norvegia                            | 1                 |
| Paesi Bassi                         | 5                 |
| Regno Unito                         | 1                 |
| Spagna                              | 8                 |
| Stati Uniti                         | 1                 |
| Stati Uniti (mainstream rock)       | 1                 |
| Stati Uniti (adult contemporary)    | 3                 |
| Stati Uniti (Hot R&B/Hip-Hop Songs) | 40                |
| Sudafrica                           | 2                 |
| Svezia                              | 1                 |
| Svizzera                            | 2                 |

### Classifiche di fine anno
| Classifica (1985) | Posizione |
| ----------------- | --------- |
| Australia         | 5         |
| Austria           | 22        |
| Belgio (Fiandre)  | 30        |
| Canada            | 3         |
| Germania          | 16        |
| Nuova Zelanda     | 17        |
| Paesi Bassi       | 36        |
| Regno Unito       | 10        |
| Stati Uniti       | 4         |
| Sudafrica         | 12        |
| Svizzera          | 12        |

## Cover di Mariah Carey
La cantautrice statunitense Mariah Carey ha registrato una cover di I Want to Know What Love Is e l'ha pubblicata come secondo singolo estratto dall'album Memoirs of an Imperfect Angel del 2009. Il brano è entrato a far parte dell'airplay radiofonico europeo a partire dal 28 agosto, mentre è stato distribuito per il download digitale negli Stati Uniti il 15 settembre. Mick Jones ha detto della cover della Carey: «Penso che lei abbia realmente mantenuto l'integrità della canzone. L'arrangiamento è molto simile a quello originale. Non hanno manomesso eccessivamente la canzone. Lei ha catturato una certa emotività, un sentimento.»